# Леки крайцери тип „Новара“
Новара (на немски: Novara) са тип леки крайцери на Австро-унгарския флот от времето на Първата световна война. Всичко от проекта са построени 3 единици: „Новара“ (на немски: SMS Novara), „Хелголанд“ (на немски: SMS Helgoland) и „Сайда“ (на немски: SMS Saida). Най-съвършените леки крайцери в австро-унгарския флот.

## Класификация и име на типа
Независимо от това, че в някои източници корабите на дадения тип се класифицират като леки крайцери, във ВМС на Австро-Унгария те (заедно с крайцера „Адмирал Шпаун“) официално се именуват „бързоходни крайцери“ (Rapidkreuzer). Освен това, съществува разногласие и за името на типа. В едни източници корабите се обединяват с крайцера „Адмирал Шпаун“ в един тип (Леки крайцери тип „Адмирал Шпаун“), а в същото време при други се водят отделни проект: Модифициран „Адмирал Шпаун“ (англ. „Modified Admiral Spaun“), Бързоходни крайцери тип „Хелголанд“, Бързоходни крайцери тип „Сайда“.

## История на проектирането и особености на конструкцията

### Проектиране и строителство
Развитието на техниката, на първо място, внедряването на паротурбинните силови установки, води до раждането на нови класове бойни кораби, сред които изпъкват леките крайцери, предназначени както за действия при ескадрите в качеството на разузнавачи, така и за водене на самостоятелни действия поединично (действия на морските комуникации на противника, набегови операции) и в качеството на лидери на флотилиите от разрушители и миноносци. Първият кораб в австро-унгарския флот, специално проектиран за решението на гореизброените задачи, става крайцерът „Адмирал Шпаун“, заложен през 1908 г., влязъл в строй през 1910 г. и станал първият голям боен кораб на флота на двуединната монархия с парни турбини в качеството на главна енергетична установка. Независимо от това, че към момента на своята поява по своите основни тактико-технически характеристики даденият кораб е един от най-добрите в света в своя клас, в неговия проект съществуват и недостатъци, към числото на които се отнасят сложната и ненадеждна силова установка от шест турбини, работещи на четири гребни винта. През 1910 г. започват проектните разработки за създаването на подобрен вариант на крайцера „Адмирал Шпаун“ с опростяване на турбинната установка: използването на две турбини вместо шест и намаляване на броя гребни винтове също до два. Това позволява, заедно с повишаването на надеждността, да се икономисат 52 тона тегло, които са „похарчени“ за укрепването на корпуса и усилване на артилерийското въоръжение. Разглеждат се няколко варианта за усилване на артилерията на бъдещите крайцери, в частност, възможността да се постави едно 150 mm оръдие. Впоследствие предпочитание е дадено на поставянето на две допълнителни 100 mm оръдия, с мотив, че корабите от дадения тип трябва да водят бой само с противник, имащ по-висока скорост, т.е., с разрушители и миноносци, за борбата с които даденият калибър, по това време, е напълно приемлив.
Трите кораба от подобрения тип „Адмирал Шпаун“ са поръчани съгласно същият бюджет, както и линкорите-дреднаути от типа „Тегетхоф“. В сила особеностите на вътреполитическото устройство на Австро-Унгария (с фактическо разделно съществуване на две държави под властта на общ монарх и ключови министерства) при разпределението на поръчките за построяването на новите кораби два от тях трябва да се строят в унгарски предприятия, един – в австрийско (в случая с дреднаутите от типа „Тегетхоф“ това съотношение е един към три). Крайцера „Новара“ получава своето име в чест на победата на австрийците от 1849 г. над сардинската армия, „Хелголанд“ – в чест на морското сражение при остров Хелголанд от 1864 г., „Сайда“ – в чест на превземането на град Сайда (Сидон) от австрийски десант през 1840 г.

### Въоръжение
Артилерийското въоръжение на крайцерите се състои от девет 100 mm оръдия в щитови установки 10 cm L/50 K11 производство на чешката фирма „Шкода“ в Пилзен: едно в диаметралната плоскост на кораба пред бойната рубка, останалите – побордно. Оръдията се обслужват от 9 футов далекомер на британската фирма Barr and Stroud. За съвместни действия с разрушителите корабите получават мощно торпедно въоръжение: три двутръбни торпедни апарата калибър 450 mm. В хода на дострояването на „Новара“ и „Хелголанд“ кърмовият двутръбен апарат е заменен с подобен, но калибър 533 mm. През 1917 г., също както при техния предшественик – „Адмирал Шпаун“, е планирано превъоръжаването на корабите, със замяната на двете 100 mm оръдия на юта и трите 100 mm оръдия на бака с две 150 mm 50-калибрени, но тези планове не се реализират. За целите на противовъздушната отбрана, през същата година, е добавено едно 66 mm 50-калибрено зенитно оръдие. През септември 1915 г. на „Хелголанд“ и „Новара“ бордовите торпедни апарати са заменени с 533 mm. На всички кораби също има и 47 mm салютно оръдие, което в случай на необходимост се използва и като десантно оръдие.

### Брониране
Бронирането на корабите съответства на изпълнявания от тях кръг задачи и се отличава със сравнителна лекота. Бронираната цитадела се образува от 60 mm брониран пояс, траверси със същата дебелина и 20 mm бронирана палуба, плоска по форма и опираща се в горния край на пояса. В краищата пояс няма, защитата се осигурява само от 20 mm палуба под водолинията. Бойната рубка се защитава от круповска нецементирана броня с дебелина 50 mm. Щитовете на оръдията на главния калибър, кутиевидни по форма, са защитени с 40 mm челна плоча и 8 mm страници и покрив. Елеваторите за подаване на боеприпасите за оръдията и комуникационната тръба от рубката получават противоосколъчна защита.

### Енергетична установка
Крайцерите „Хелголанд“ и „Новара“, построени в унгарската корабостроителница Ganz-Danubius, са снабдени с турбините на AEG-Curtiss, в същото време строения в частната австрийска корабостроителница Cantiere Navale Triestino „Сайда“ – Melms-Pfenniger. В хода на изпитанията „Сайда“ показва най-лоши резултати – мощност само 26 400 индикаторни сили вместо планираните 29 000 и скорост от 26,747 възела вместо контрактните 27. Освен това, както и при „Адмирал Шпаун“, енергетичната установка на „Сайда“ често дава прекъсвания и се отличава с крайна ненадеждност. От друга страна, крайцерите „Новара“ и „Хелголанд“, построени в унгарската корабостроителница и снабдени с турбините AEG, се оказват напълно надеждни. На изпитанията „Хелголанд“ развива максимална мощност от 30 026 индикаторни сили и скорост 27,3 възела. Разчетната далечина на плаване на крайцерите съставлява 1600 мили при 24 възела или 860 мили на 27 възела.

## История на службата
С началото на Първата световна война всичките три крайцера активно участват в бойните действия в Адриатика. След разпада на Австро-Унгария на 31 октомври 1918 г. с разпореждане на император Карл корабите на флота на бившата двуединна монархия са предават в разпореждане на флота на нова държава – Кралството на сърби, хървати и словенци. Но, след пристигането в австрийските пристанища на бойните кораби на страните от Антантата и техните съюзници югославските флагове са спуснати. Според решение, прието на Парижката мирна конференция, „Сайда“ и „Хелголанд“ са предадени на Кралските ВМС на Италия, а „Новара“ на ВМС на Франция. Корабите служат до края на 1930-те – началото на 1940-те г., след което са продадени за скрап.
„Новара“ – заложен на 9 декември 1912 г., спуснат на 15 февруари 1913 г., влиза в строй 10 януари 1915 г.
„Сайда“ – заложен на 9 септември 1911 г., спуснат на 26 октомври 1912 г., влиза в строй 1 август 1914 г.
„Хелголанд“ – заложен на 28 октомври 1911 г., спуснат на 23 ноември 1912 г., влиза в строй 29 август 1914 г.

## Списък на корабите от типа[2]
| Име                         | Име по време на строежа      | Корабостроителница                    | Заложен          | Спуснат на вода  | Приет на въоръжение | Изваден от състава на флота/гибел        | Съдба                                                          |
| --------------------------- | ---------------------------- | ------------------------------------- | ---------------- | ---------------- | ------------------- | ---------------------------------------- | -------------------------------------------------------------- |
| SMS Saida („Сайда“)         | Kreuzer G, Ersatz Frundsberg | Cantiere Navale Triestino, Монфалконе | 9 септември 1911 | 26 октомври 1912 | 1 август 1914       | 31 октомври 1918 (ВМС на Австро-Унгария) | Предаден на Италия („Венеция“), през 1937 г. продаден за скрап |
| SMS Helgoland („Хелголанд“) | Kreuzer H, Ersatz Aurora     | Ganz-Danubius, Фиуме                  | 28 октомври 1911 | 23 ноември 1912  | 29 август 1914      | 31 октомври 1918 (ВМС на Австро-Унгария) | Предаден на Италия („Бриндизи“), в 1937 г. продаден за скрап   |
| SMS Novara („Новара“)       | Kreuzer I, Ersatz Zrinyi     | Ganz-Danubius, Фиуме                  | 9 декември 1912  | 15 февруари 1913 | 10 януари 1915      | 1 ноември 1918 (ВМС на Австро-Унгария)   | Предаден на Франция („Тионвил“), в 1941 г. продаден за скрап   |

## Коментари
1. ↑  Виж раздела „Класификация и име на типа“.
2. ↑  Виж раздела „Класификация и име на типа“.
3. ↑  Според официалната австро-унгарска класификация се обозначават като „бързоходни крайцери“ (от на немски: Rapidkreuzer).
4. ↑  (на немски: Kaiserliche und Königliche Kriegsmarine (Императорски и Кралски военноморски сили) или съкратено – на немски: K.u.K. Kriegsmarine)
5. ↑  Префиксът „SMS“ е от на немски: Seiner Majestat Schiff (Кораб на Негово Величество).